# Tour de Suisse 2014
78. edycja wyścigu kolarskiego Tour de Suisse odbyła się od 14 do 22 czerwca 2014 roku. Trasa tego wieloetapowego wyścigu liczyła dziewięć etapów, o łącznym dystansie 1322,1 km. Wyścig zaliczany był do rankingu światowego UCI World Tour 2014. 

## Uczestnicy
Na starcie wyścigu stanęły 22 ekipy. Wśród nich wszystkie osiemnaście ekip UCI World Tour 2014 oraz cztery inne zaproszone przez organizatorów. 
Lista drużyn uczestniczących w wyścigu:
| Numery  | Kod | Drużyna                 |
| ------- | --- | ----------------------- |
| 1-8     | LAM | Lampre-Merida           |
| 11-18   | OPQ | Omega Pharma-Quick Step |
| 21-28   | MOV | Movistar Team           |
| 31-38   | KAT | Team Katusha            |
| 41-48   | SKY | Team Sky                |
| 51-58   | ALM | Ag2r-La Mondiale        |
| 61-68   | BMC | BMC Racing Team         |
| 71-78   | TTS | Team Tinkoff-Saxo       |
| 81-88   | TRE | Trek Factory Racing     |
| 91-98   | OGE | Orica GreenEDGE         |
| 101-108 | BEL | Belkin                  |

| Numery  | Kod | Drużyna              |
| ------- | --- | -------------------- |
| 111-118 | GRS | Garmin-Sharp         |
| 121-128 | GIA | Giant-Shimano        |
| 131-138 | CAN | Cannondale           |
| 141-148 | AST | Pro Team Astana      |
| 151-158 | FDJ | FDJ.fr               |
| 161-168 | LTB | Lotto-Belisol        |
| 171-178 | EUC | Team Europcar        |
| 181-188 | IAM | IAM Cycling          |
| 191-198 | CCC | CCC Polsat Polkowice |
| 201-208 | MTN | MTN-Qhubeka          |
| 211-218 | WGG | Wanty-Groupe Gobert  |

## Etapy
| Etap | Data       | Start - Meta                 | km       | Typ | Zwycięzca etapu | Lider       |
| ---- | ---------- | ---------------------------- | -------- | --- | --------------- | ----------- |
| 1    | 14 czerwca | Bellinzona                   | 9,4 ITT  |     | Tony Martin     | Tony Martin |
| 2.   | 15 czerwca | Bellinzona - Sarnen          | 181,8    |     | Cameron Meyer   | Tony Martin |
| 3.   | 16 czerwca | Sarnen - Heiden              | 202,9    |     | Peter Sagan     | Tony Martin |
| 4.   | 17 czerwca | Heiden - Ossingen            | 160,4    |     | Mark Cavendish  | Tony Martin |
| 5.   | 18 czerwca | Ossingen - Büren an der Aare | 183,6    |     | Sacha Modolo    | Tony Martin |
| 6.   | 19 czerwca | Büren an der Aare - Delémont | 183,5    |     | Matteo Trentin  | Tony Martin |
| 7.   | 20 czerwca | Worb                         | 24,7 ITT |     | Tony Martin     | Tony Martin |
| 8.   | 21 czerwca | Delémont - Verbier           | 219,1    |     | Esteban Chaves  | Tony Martin |
| 9.   | 22 czerwca | Martigny - Saas-Fee          | 156,7    |     | Rui Costa       | Rui Costa   |

### Etap 1 - 14.06: Bellinzona, 9,4 km
| #   | Zawodnik          | Zespół | Czas     |
| --- | ----------------- | ------ | -------- |
| 1   | Tony Martin       | OPQ    | 13' 48”  |
| 2   | Tom Dumoulin      | GIA    | + 6"     |
| 3   | Rohan Dennis      | GRS    | + 13"    |
|     |                   |        |          |
| 43  | Mateusz Taciak    | CCC    | + 48"    |
| 71  | Tomasz Marczyński | CCC    | + 1' 02" |
| 81  | Marek Rutkiewicz  | CCC    | + 1' 08" |
| 123 | Jarosław Marycz   | CCC    | + 1' 27" |
| 158 | Łukasz Owsian     | CCC    | + 1' 48" |
| 173 | Maciej Paterski   | CCC    | + 2' 16" |

| #   | Zawodnik          | Zespół | Czas     |
| --- | ----------------- | ------ | -------- |
| 1   | Tony Martin       | OPQ    | 13' 48”  |
| 2   | Tom Dumoulin      | GIA    | + 6"     |
| 3   | Rohan Dennis      | GRS    | + 13"    |
|     |                   |        |          |
| 43  | Mateusz Taciak    | CCC    | + 48"    |
| 71  | Tomasz Marczyński | CCC    | + 1' 02" |
| 81  | Marek Rutkiewicz  | CCC    | + 1' 08" |
| 123 | Jarosław Marycz   | CCC    | + 1' 27" |
| 158 | Łukasz Owsian     | CCC    | + 1' 48" |
| 173 | Maciej Paterski   | CCC    | + 2' 16" |

### Etap 2 - 15.06: Bellinzona - Sarnen, 181,1 km
| #   | Zawodnik          | Zespół | Czas       |
| --- | ----------------- | ------ | ---------- |
| 1   | Cameron Meyer     | OGE    | 5h 08' 18” |
| 2   | Philip Deignan    | SKY    | + 0"       |
| 3   | Larry Warbasse    | BMC    | + 0"       |
|     |                   |        |            |
| 32  | Marek Rutkiewicz  | CCC    | + 14"      |
| 56  | Łukasz Owsian     | CCC    | + 14"      |
| 68  | Tomasz Marczyński | CCC    | + 14"      |
| 118 | Maciej Paterski   | CCC    | + 16' 04"  |
| 119 | Mateusz Taciak    | CCC    | + 16' 04"  |
| 167 | Jarosław Marycz   | CCC    | + 18' 50"  |

| #   | Zawodnik          | Zespół | Czas       |
| --- | ----------------- | ------ | ---------- |
| 1   | Tony Martin       | OPQ    | 5h 22' 20” |
| 2   | Tom Dumoulin      | GIA    | + 6"       |
| 3   | Rohan Dennis      | GRS    | + 13"      |
|     |                   |        |            |
| 52  | Tomasz Marczyński | CCC    | + 1' 02"   |
| 58  | Marek Rutkiewicz  | CCC    | + 1' 08"   |
| 79  | Łukasz Owsian     | CCC    | + 1' 48"   |
| 112 | Mateusz Taciak    | CCC    | + 16' 38"  |
| 124 | Maciej Paterski   | CCC    | + 18' 06"  |
| 145 | Jarosław Marycz   | CCC    | + 20' 03"  |

### Etap 3 - 16.06: Sarnen - Heiden, 202,9 km
| #   | Zawodnik          | Zespół | Czas       |
| --- | ----------------- | ------ | ---------- |
| 1   | Peter Sagan       | CAN    | 5h 22' 09” |
| 2   | Michael Albasini  | OGE    | + 0"       |
| 3   | Sergio Henao      | SKY    | + 0"       |
|     |                   |        |            |
| 34  | Tomasz Marczyński | CCC    | + 5"       |
| 44  | Marek Rutkiewicz  | CCC    | + 14"      |
| 55  | Jarosław Marycz   | CCC    | + 1' 29"   |
| 57  | Łukasz Owsian     | CCC    | + 1' 29"   |
| 98  | Maciej Paterski   | CCC    | + 4' 22"   |
| 140 | Mateusz Taciak    | CCC    | + 12' 47"  |

| #   | Zawodnik          | Zespół | Czas        |
| --- | ----------------- | ------ | ----------- |
| 1   | Tony Martin       | OPQ    | 10h 44' 34” |
| 2   | Tom Dumoulin      | GIA    | + 6"        |
| 3   | Peter Sagan       | CAN    | + 14"       |
|     |                   |        |             |
| 32  | Tomasz Marczyński | CCC    | + 1' 02"    |
| 38  | Marek Rutkiewicz  | CCC    | + 1' 17"    |
| 59  | Łukasz Owsian     | CCC    | + 3' 12"    |
| 112 | Jarosław Marycz   | CCC    | + 21' 27"   |
| 114 | Maciej Paterski   | CCC    | + 22' 23"   |
| 136 | Mateusz Taciak    | CCC    | + 29' 20"   |

### Etap 4 - 17.06: Heiden - Ossingen, 160,4 km
| #   | Zawodnik          | Zespół | Czas       |
| --- | ----------------- | ------ | ---------- |
| 1   | Mark Cavendish    | OPQ    | 3h 35' 03” |
| 2   | Juan José Lobato  | MOV    | + 0"       |
| 3   | Peter Sagan       | CAN    | + 0"       |
|     |                   |        |            |
| 46  | Marek Rutkiewicz  | CCC    | + 4"       |
| 53  | Maciej Paterski   | CCC    | + 4"       |
| 83  | Tomasz Marczyński | CCC    | + 4"       |
| 93  | Łukasz Owsian     | CCC    | + 4"       |
| 126 | Mateusz Taciak    | CCC    | + 4"       |
| 166 | Jarosław Marycz   | CCC    | + 15' 00"  |

| #   | Zawodnik          | Zespół | Czas        |
| --- | ----------------- | ------ | ----------- |
| 1   | Tony Martin       | OPQ    | 14h 19' 41” |
| 2   | Tom Dumoulin      | GIA    | + 6"        |
| 3   | Peter Sagan       | CAN    | + 10"       |
|     |                   |        |             |
| 32  | Tomasz Marczyński | CCC    | + 1' 02"    |
| 38  | Marek Rutkiewicz  | CCC    | + 1' 17"    |
| 58  | Łukasz Owsian     | CCC    | + 3' 12"    |
| 112 | Maciej Paterski   | CCC    | + 22' 23"   |
| 131 | Mateusz Taciak    | CCC    | + 29' 20"   |
| 159 | Jarosław Marycz   | CCC    | + 36' 23"   |

### Etap 5 - 18.06: Ossingen - Büren an der Aare, 183,6 km
| #   | Zawodnik          | Zespół | Czas       |
| --- | ----------------- | ------ | ---------- |
| 1   | Sacha Modolo      | LAM    | 4h 08' 06” |
| 2   | Peter Sagan       | CAN    | + 0"       |
| 3   | John Degenkolb    | GIA    | + 0"       |
|     |                   |        |            |
| 30  | Marek Rutkiewicz  | CCC    | + 0"       |
| 83  | Łukasz Owsian     | CCC    | + 0"       |
| 92  | Maciej Paterski   | CCC    | + 0"       |
| 100 | Tomasz Marczyński | CCC    | + 0"       |
| 132 | Mateusz Taciak    | CCC    | + 0"       |
| 158 | Jarosław Marycz   | CCC    | + 3' 15"   |

| #   | Zawodnik          | Zespół | Czas        |
| --- | ----------------- | ------ | ----------- |
| 1   | Tony Martin       | OPQ    | 18h 27' 47" |
| 2   | Tom Dumoulin      | GIA    | + 6"        |
| 3   | Peter Sagan       | CAN    | + 10"       |
|     |                   |        |             |
| 32  | Tomasz Marczyński | CCC    | + 1' 02"    |
| 38  | Marek Rutkiewicz  | CCC    | + 1' 17"    |
| 57  | Łukasz Owsian     | CCC    | + 3' 12"    |
| 110 | Maciej Paterski   | CCC    | + 22' 23"   |
| 126 | Mateusz Taciak    | CCC    | + 29' 20"   |
| 162 | Jarosław Marycz   | CCC    | + 39' 38"   |

### Etap 6 - 19.06: Büren an der Aare - Delémont, 183,5 km
| #   | Zawodnik          | Zespół | Czas       |
| --- | ----------------- | ------ | ---------- |
| 1   | Matteo Trentin    | OPQ    | 4h 43' 19” |
| 2   | Daniele Bennati   | TTS    | + 0"       |
| 3   | Francesco Gavazzi | AST    | + 0"       |
|     |                   |        |            |
| 43  | Marek Rutkiewicz  | CCC    | + 0"       |
| 56  | Tomasz Marczyński | CCC    | + 0"       |
| 77  | Łukasz Owsian     | CCC    | + 1' 47"   |
| 113 | Maciej Paterski   | CCC    | + 17' 39"  |
| 147 | Mateusz Taciak    | CCC    | + 18' 18"  |
| -   | Jarosław Marycz   | CCC    | DNF        |

| #   | Zawodnik          | Zespół | Czas        |
| --- | ----------------- | ------ | ----------- |
| 1   | Tony Martin       | OPQ    | 23h 11' 06” |
| 2   | Tom Dumoulin      | GIA    | + 6"        |
| 3   | Peter Sagan       | CAN    | + 10"       |
|     |                   |        |             |
| 32  | Tomasz Marczyński | CCC    | + 1' 02"    |
| 38  | Marek Rutkiewicz  | CCC    | + 1' 17"    |
| 57  | Łukasz Owsian     | CCC    | + 4' 59"    |
| 119 | Maciej Paterski   | CCC    | + 40' 02"   |
| 130 | Mateusz Taciak    | CCC    | + 47' 38"   |

### Etap 7 - 20.06: Worb, 24,7 km
| #   | Zawodnik          | Zespół | Czas     |
| --- | ----------------- | ------ | -------- |
| 1   | Tony Martin       | OPQ    | 31' 37"  |
| 2   | Tom Dumoulin      | GIA    | + 22"    |
| 3   | Rui Costa         | LAM    | + 28"    |
|     |                   |        |          |
| 17  | Mateusz Taciak    | CCC    | + 1' 31" |
| 31  | Tomasz Marczyński | CCC    | + 2' 00" |
| 40  | Marek Rutkiewicz  | CCC    | + 2' 12" |
| 93  | Maciej Paterski   | CCC    | + 3' 22" |
| 110 | Łukasz Owsian     | CCC    | + 3' 56" |

| #   | Zawodnik          | Zespół | Czas        |
| --- | ----------------- | ------ | ----------- |
| 1   | Tony Martin       | OPQ    | 23h 42' 43” |
| 2   | Tom Dumoulin      | GIA    | + 28"       |
| 3   | Rui Costa         | LAM    | + 1' 05"    |
|     |                   |        |             |
| 28  | Tomasz Marczyński | CCC    | + 3' 02"    |
| 31  | Marek Rutkiewicz  | CCC    | + 3' 29"    |
| 58  | Łukasz Owsian     | CCC    | + 8' 55"    |
| 116 | Maciej Paterski   | CCC    | + 43' 34"   |
| 125 | Mateusz Taciak    | CCC    | + 40' 09"   |

### Etap 8 - 21.06: Delémont - Verbier, 219,1 km
| #   | Zawodnik          | Zespół | Czas       |
| --- | ----------------- | ------ | ---------- |
| 1   | Esteban Chaves    | OGE    | 5h 11' 16” |
| 2   | Roman Kreuziger   | TTS    | + 3"       |
| 3   | Bauke Mollema     | BEL    | + 3"       |
|     |                   |        |            |
| 29  | Tomasz Marczyński | CCC    | + 2' 02"   |
| 38  | Marek Rutkiewicz  | CCC    | + 3' 12"   |
| 90  | Łukasz Owsian     | CCC    | + 13' 27"  |
| 99  | Maciej Paterski   | CCC    | + 15' 20"  |
| 142 | Mateusz Taciak    | CCC    | + 20' 28"  |

| #   | Zawodnik          | Zespół | Czas         |
| --- | ----------------- | ------ | ------------ |
| 1   | Tony Martin       | OPQ    | 28h 54' 16”  |
| 2   | Tom Dumoulin      | GIA    | + 51"        |
| 3   | Rui Costa         | LAM    | + 1' 05"     |
|     |                   |        |              |
| 25  | Tomasz Marczyński | CCC    | + 4' 47"     |
| 30  | Marek Rutkiewicz  | CCC    | + 6' 24"     |
| 63  | Łukasz Owsian     | CCC    | + 22' 05"    |
| 115 | Maciej Paterski   | CCC    | + 58' 37"    |
| 128 | Mateusz Taciak    | CCC    | + 1h 09' 20" |

### Etap 9 - 22.06: Martigny - Saas-Fee, 156,7 km
| #  | Zawodnik          | Zespół | Czas       |
| -- | ----------------- | ------ | ---------- |
| 1  | Rui Costa         | LAM    | 4h 13' 14” |
| 2  | Bauke Mollema     | BEL    | + 14"      |
| 3  | Mathias Frank     | IAM    | + 24"      |
|    |                   |        |            |
| 31 | Tomasz Marczyński | CCC    | + 7' 01"   |
| 76 | Łukasz Owsian     | CCC    | + 32' 39"  |
| 77 | Marek Rutkiewicz  | CCC    | + 32' 39"  |
| 97 | Maciej Paterski   | CCC    | + 32' 39"  |
| -  | Mateusz Taciak    | CCC    | DNF        |

| #   | Zawodnik          | Zespół | Czas         |
| --- | ----------------- | ------ | ------------ |
| 1   | Rui Costa         | LAM    | 33h 08' 35”  |
| 2   | Mathias Frank     | IAM    | + 33"        |
| 3   | Bauke Mollema     | BEL    | + 50"        |
|     |                   |        |              |
| 24  | Tomasz Marczyński | CCC    | + 10' 43"    |
| 51  | Marek Rutkiewicz  | CCC    | + 37' 58"    |
| 74  | Łukasz Owsian     | CCC    | + 53' 39"    |
| 103 | Maciej Paterski   | CCC    | + 1h 30' 11" |

## Liderzy klasyfikacji po etapach
| Etap                 | Zwycięzca            | Klasyfikacja generalna | Klasyfikacja górska | Klasyfikacja punktowa | Klasyfikacja drużynowa · |
| -------------------- | -------------------- | ---------------------- | ------------------- | --------------------- | ------------------------ |
| 1                    | Tony Martin          | Tony Martin            | -                   | Tony Martin           | Garmin-Sharp             |
| 2                    | Cameron Meyer        | Tony Martin            | Björn Thurau        | Peter Sagan           | Garmin-Sharp             |
| 3                    | Peter Sagan          | Tony Martin            | Björn Thurau        | Peter Sagan           | Giant-Shimano            |
| 4                    | Mark Cavendish       | Tony Martin            | Björn Thurau        | Peter Sagan           | Giant-Shimano            |
| 5                    | Sacha Modolo         | Tony Martin            | Björn Thurau        | Peter Sagan           | Giant-Shimano            |
| 6                    | Matteo Trentin       | Tony Martin            | Björn Thurau        | Peter Sagan           | Giant-Shimano            |
| 7                    | Tony Martin          | Tony Martin            | Björn Thurau        | Peter Sagan           | Giant-Shimano            |
| 8                    | Esteban Chaves       | Tony Martin            | Björn Thurau        | Peter Sagan           | Lampre-Merida            |
| 9                    | Rui Costa            | Rui Costa              | Björn Thurau        | Peter Sagan           | Belkin                   |
| Klasyfikacja końcowa | Klasyfikacja końcowa | Rui Costa              | Björn Thurau        | Peter Sagan           | Belkin                   |

## Klasyfikacje końcowe

### Klasyfikacja generalna
|     | Zawodnik          | Zespół                  | Czas         |
| --- | ----------------- | ----------------------- | ------------ |
| 1   | Rui Costa         | Lampre-Merida           | 33h 08' 35"  |
| 2   | Mathias Frank     | IAM Cycling             | + 33"        |
| 3   | Bauke Mollema     | Belkin                  | + 50"        |
| 4   | Tony Martin       | Omega Pharma-Quick Step | + 1' 13"     |
| 5   | Tom Dumoulin      | Team Giant-Shimano      | + 2' 04"     |
| 6   | Steve Morabito    | BMC Racing Team         | + 2' 47"     |
| 7   | Davide Formolo    | Cannondale              | + 3' 00"     |
| 8   | Roman Kreuziger   | Team Tinkoff-Saxo       | + 3' 03"     |
| 9   | Janier Acevedo    | Garmin-Sharp            | + 3' 20"     |
| 10  | Eros Capecchi     | Movistar Team           | + 3' 46"     |
|     |                   |                         |              |
| 24  | Tomasz Marczyński | CCC Polsat Polkowice    | + 10' 43"    |
| 51  | Marek Rutkiewicz  | CCC Polsat Polkowice    | + 37' 58"    |
| 74  | Łukasz Owsian     | CCC Polsat Polkowice    | + 53' 39"    |
| 103 | Maciej Paterski   | CCC Polsat Polkowice    | + 1h 30' 11" |

|   | Zawodnik           | Zespół                  | Punkty |
| - | ------------------ | ----------------------- | ------ |
| 1 | Peter Sagan        | Cannondale              | 88     |
| 2 | Bauke Mollema      | Belkin                  | 46     |
| 3 | Rui Costa          | Lampre-Merida           | 42     |
| 4 | Tony Martin        | Omega Pharma-Quick Step | 38     |
| 5 | José Joaquín Rojas | Movistar Team           | 37     |

|   | Zawodnik         | Zespół          | Punkty |
| - | ---------------- | --------------- | ------ |
| 1 | Björn Thurau     | Team Europcar   | 74     |
| 2 | Reto Hollenstein | IAM Cycling     | 37     |
| 3 | Bauke Mollema    | Belkin          | 32     |
| 4 | Larry Warbasse   | BMC Racing Team | 28     |
| 5 | Philip Deignan   | Team Sky        | 24     |

|    | \| \| Zespół \| Czas \| \| \| -- \| ----------------------- \| ------------ \| \| \| 1 \| Belkin Pro Cycling Team \| 99h 38′ 25″ \| \| \| 2 \| Lampre-Merida \| + 5' 14" \| \| \| 3 \| BMC Racing Team \| + 7' 49" \| \| \| 4 \| FDJ.fr \| + 7' 57" \| \| \| 5 \| IAM Cycling \| + 12' 20" \| \| \| \| \| \| \| \| 15 \| CCC Polsat Polkowice \| + 1h 11' 09" \| \| |              |  |
|    | Zespół | Czas         |  |
| 1  | Belkin Pro Cycling Team | 99h 38′ 25″  |  |
| 2  | Lampre-Merida | + 5' 14"     |  |
| 3  | BMC Racing Team | + 7' 49"     |  |
| 4  | FDJ.fr | + 7' 57"     |  |
| 5  | IAM Cycling | + 12' 20"    |  |
|    | |              |  |
| 15 | CCC Polsat Polkowice | + 1h 11' 09" |  |

|  |  |